# Hertsmere
Hertsmere es un distrito no metropolitano con el estatus de municipio, ubicado en el condado de Hertfordshire (Inglaterra). Fue constituido el 1 de abril de 1974 bajo la Ley de Gobierno Local de 1972 como una fusión de los distritos urbanos de Bushey y Potters Bar, el distrito rural de Elstree y la parroquia de Aldenham, en el distrito rural de Watford. Según el censo de 2001 realizado por la Oficina Nacional de Estadística británica, Hertsmere tiene 101,16 km² de superficie y 94 450 habitantes.